# SOAS University of London

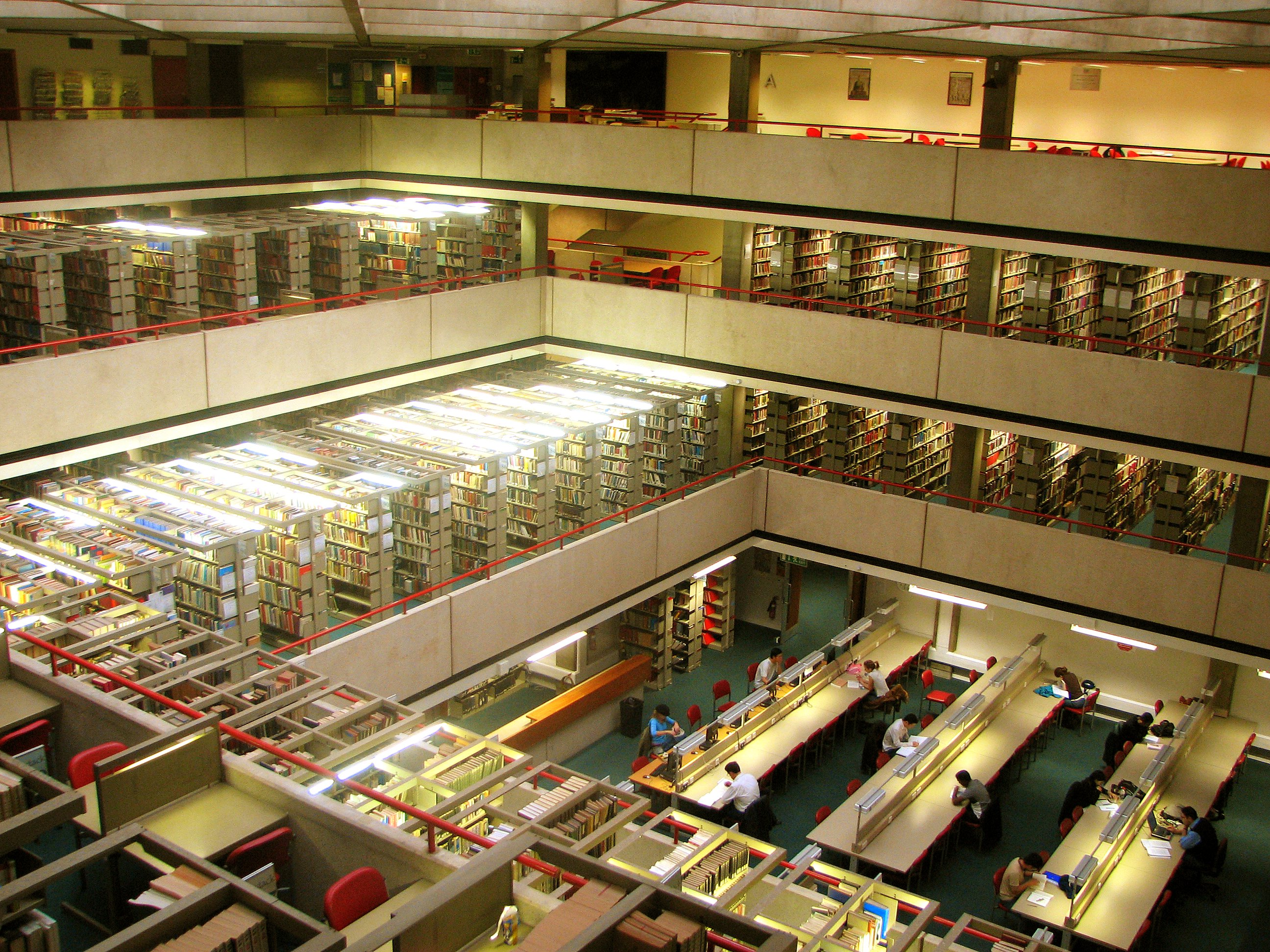
Innenaufnahme der SOAS-Bibliothek

Die SOAS University of London oder kurz SOAS ist eine britische Universität. Die Abkürzung steht für School of Oriental and African Studies und verweist auf die historischen Ursprünge in den Bereichen Orientalistik und Afrikawissenschaften. Formal handelt es sich bei der SOAS um ein eigenständiges College, das zum Hochschulverbund University of London gehört. Die SOAS wurde 1916 gegründet und gehört zu den führenden Hochschulen in den Sozialwissenschaften in Großbritannien (beste Platzierung: Rang 15 (The Guardian, 2015)). In den QS Global World Rankings belegte es 2022 Platz 391.
1916 wurde die School of Oriental Studies gegründet. 1917 nahm sie den Lehrbetrieb auf. 1938 wurde ein eigenständiges African Department ausgegliedert, seither trägt sie ihren heutigen Namen. Seit 1941 befindet sie sich an ihrem jetzigen Standort. 1947 wurde mit der SOAS School of Law eine rechtswissenschaftliche Fakultät gegründet, die somit zu den 20 ältesten Law Schools in England gehört. Anfangs wurden nur Postgraduierten-Programme angeboten, seit 1975 auch andere rechtswissenschaftliche Studiengänge. Die Bibliothek der SOAS, entworfen vom Architekten Sir Denys Lasdun, wurde 1973 eröffnet und beherbergt mehr als 1,2 Mio. Bücher. Nach wie vor ist die SOAS in Großbritannien die wichtigste Universität für Studiengänge, die sich mit Afrika, Asien und dem Nahen Osten befassen.
Es werden mehr als 300 Bachelor- und 70 Master-Studiengänge angeboten.

## Zahlen zu den Studierenden
Im Studienjahr 2022/2023 nannten sich von den 6.075 Studenten der SOAS University of London 3.835 weiblich (63,1 %) und 2.230 männlich (36,7 %). 2019/2020 waren von 5.795 Studenten 3820 weiblich und 1965 männlich. Außerdem sind mehr als 3000 weitere Schüler in Online- oder Fernlernprogrammen registriert. 2019/2020 kamen 3230 Studierende aus England, 45 aus Schottland, 35 aus Wales und 790 aus der EU. 2740 der Studierenden strebten ihren ersten Studienabschluss an, sie waren also undergraduates. 3050 arbeiteten auf einen weiteren Abschluss hin, sie waren postgraduates.

## Bekannte Alumni
- Mirza Tahir Ahmad (1928–2003), der 4. Khalif der Ahmadiyya
- Imran Hamza Alawiye (* 1954), nigerianisch-britischer Arabist und Sprachlehrer
- Aaron Mike Oquaye (* 1944), ghanaischer Politiker und Minister für Kommunikation
- Akbar S. Ahmed (* 1943), Anthropologe, ehemals Pakistans Hochkommissar (Botschafter) im Vereinigten Königreich
- Francesca Albanese (* 1977), italienische Rechtswissenschaftlerin und Menschenrechtsexpertin
- Syed Muhammad Naquib al-Attas (* 1931), bekannter muslimischer Intellektueller
- Aung San Suu Kyi (* 1945), Friedens-Nobelpreisträgerin (1991)
- Zeinab Badawi (* 1959), britische Radioreporterin und Nachrichtensprecherin
- Albert Adu Boahen (1932–2006), ghanaischer Historiker und Politiker
- Martin Bright (* 1966), Journalist
- Roxanna M. Brown (1946–2008), US-amerikanische und thailändische Kunsthistorikerin und Archäologin
- Luísa Diogo (* 1958), Premierministerin von Mosambik
- Ronald P. Dore (1925–2018), britischer Soziologe
- Andrew Hall, britischer Botschafter von Nepal
- Fred Halliday (1946–2010), langjähriger Professor für Internationale Beziehungen an der LSE
- Robert Graham Irwin (1946–2024), Historiker, Schriftsteller (arabische Literatur)
- Michael Jay, Baron Jay of Ewelme (* 1946), ehemaliger Geschäftsführer des Foreign and Commonwealth Office, ehemals britischer Botschafter in Frankreich
- Dom Joly (* 1968), Comedian
- Jasmin Hekmati (* 1976), deutsche Fernsehmoderatorin
- Jemima Khan (* 1974), Aktivistin, Tochter von Sir James Goldsmith und Ex-Frau von Imran Khan
- David Lammy (* 1972), Member of Parliament für Tottenham, Ressort Kultur
- Bernard Lewis (1916–2018), Islamwissenschaftler, Historiker und Publizist ("The neo-cons' favourite historian"), vom Time Magazine zum einflussreichsten Intellektuellen der Welt gewählt
- Mette-Marit (* 1973), Kronprinzessin von Norwegen
- Khyentse Norbu (* 1961), bhutanesischer Filmemacher und bekannter Tibetanischer Buddhist
- Frank R. Palmer (1922–2019), britischer Linguist und Sprachtheoretiker
- Enoch Powell (1912–1998), britischer Politiker
- David Rakoff (1964–2012), kanadischer Komiker
- Paul Robeson (1898–1976), Musiker, Schriftsteller und Bürgerrechtsaktivist
- Walter Rodney (1942–1980), guyanischer Historiker und politischer Aktivist
- Sultan Salahuddin (1926–2001), Sultan von Selangor und König von Malaysia
- Ron Pundak, Vorsitzender des "Shimon Perez Centre for Peace"
- Saira Shah (* 1964), Journalistin und Filmemacherin
- Romila Thapar (* 1931), indische Historikerin
- Thomas Trautmann, US-amerikanischer Südasienhistoriker
- Than Tun (1923–2005), burmesischer Historiker
- Krishnasamy Kesavapany, singapurischer Diplomat